# نیوکاسل (دلاور)
نیوکاسل، دلاور (به انگلیسی: New Castle, Delaware) یک شهر و اثر ملی تاریخی در ایالات متحده آمریکا است که در دلاویر واقع شده‌است.